# Opera Soft
Opera Soft era un'azienda di videogiochi spagnola attiva tra il 1986 e il 1992. Era sviluppatrice e editrice sul mercato nazionale di giochi per computer, soprattutto Amstrad CPC, ZX Spectrum, MSX, MS-DOS e Amstrad PCW. Utilizzò anche le etichette Opera Sport e Opera Plus.
Insieme a Dinamic Software e Topo Soft fu tra le più importanti produttrici spagnole di quel periodo, noto come l'età dell'oro del software spagnolo.

## Storia
I fondatori della Opera Soft si incontrarono lavorando come colleghi alla Amstrad España (chiamata in precedenza Indescomp), con sede a Madrid: José Antonio Morales, Pedro Ruiz (una mente geniale, secondo Morales), Paco Suárez (già noto per Bugaboo), Carlos Alberto Díaz de Castro e José Ramón Fernández Maqueira. Lavoravano già allo sviluppo di giochi utilizzando un sistema Philips PMDS, basato su Unix con emulazione dello Z80. I rapporti della squadra con l'Amstrad erano buoni, ma tutti desideravano mettersi in proprio. Ruiz era la guida del gruppo, ma era più restio ad andarsene perché aveva un posto importante all'Amstrad; quando anch'egli si convinse, formarono la nuova azienda, mantenendo anche il PMDS grazie a un accordo con la Philips.
Il nome dell'azienda deriva dalla sua prima sede, presso Plaza de Ópera a Madrid.
Il primo videogioco fu Livingstone I Presume (Livingstone, supongo, 1986), nato da un'idea di Morales, ben riuscito anche se molto difficile, il cui sviluppo era già iniziato circa un mese prima che il gruppo lasciasse l'Amstrad España.
Nella nuova azienda, contemporaneamente a Livingstone, si avviarono altri tre progetti: il mai completato Roma, Cosa Nostra che vendette molto poco, e The Last Mission, anch'esso di poco successo, ma curiosamente molto apprezzato in una certa zona della Russia.
Nello stesso periodo si realizzò anche il software di utilità Ease per la Philips, un ambiente grafico con quattro programmi. Queste prime attività occuparono i primi 6 mesi dell'azienda in modo molto immersivo; la prima sede era dotata internamente anche di cucina e cuoca.
Un grosso successo pluripremiato fu l'avventura isometrica La abadía del crimen (1987), sviluppata da Paco Menéndez (altra mente geniale, secondo Morales) e Juan Delcán.
Altri sviluppatori aggiuntisi nella squadra di Opera furono Ángel Zarazaga e Gonzalo Suárez, figlio dell'omonimo regista cinematografico Gonzalo Suárez.
I giochi comunque non venivano firmati dai rispettivi autori, si preferiva dare risalto solo al marchio Opera.
I grafici lavoravano con un sistema chiamato Graf, sviluppato da Paco Suárez, che esportava dati compatibili con le varie piattaforme di interesse.
Per il design dei giochi, secondo Morales si lasciava molta libertà alle idee del momento di ogni membro della squadra, senza preoccuparsi troppo della parte commerciale.
Tutte le fasi dello sviluppo, dalla prima idea al disegno delle copertine, erano interne a Opera Soft.
La distribuzione nazionale era affidata alla MCM, mentre nel 1988 metà del fatturato derivava dalle esportazioni.
Accanto ai videogiochi fu attiva una linea di prodotti gestionali; oltre a Ease, uscito per PC e MSX, fu realizzato un programma di contabilità per il Banco Exterior de España.
In Spagna, nel 1989, Opera Soft si riteneva l'azienda del settore tecnicamente più avanzata, sebbene ancora poco esperta commercialmente; la competizione con altre compagnie non era feroce e avvenivano anche scambi di aiuti tecnici con aiuti commerciali.
L'etichetta Opera Sport venne introdotta nel 1990 per i giochi sportivi, a cominciare dal motociclistico Angel Nieto Pole 500.
Il marchio Opera Plus venne utilizzato per gli ultimi titoli nel 1992.
La crisi conclusiva, secondo Morales, venne con l'affermarsi delle console sul mercato videoludico. Nell'ultimo periodo uscì La colmena, a tema erotico e ispirato a un gioco da tavolo di successo, ma vendette poco. L'azienda lavorò per due anni a una serie di molti piccoli giochi educativi per la ONCE, rivolti a bambini sordomuti, ma infine fu presa la decisione di chiudere.

## Videogiochi
Elenco probabilmente completo dei giochi pubblicati, di solito anche sviluppati internamente.
- La abadía del crimen (1987)
- Angel Nieto Pole 500 (1990)
- Camelot Warriors (1986), solo conversione per Commodore 64
- La colmena (1992)
- Corsaires (1989)
- Cosa Nostra (1986)
- Golden Basket (1990)
- Gonzzalezz (1989)
- Goody (1988)
- Guillermo Tell (1989)
- International Athletics (1992)
- Jai Alai (1991)
- The Last Mission (1987)
- Livingstone I Presume (1986)
- Livingstone II (1989)
- Mythos (1990)
- Mot (1989)
- Mundial de fútbol (1990)
- Mutan Zone (1988)
- Poli Díaz (1990)
- Poogaboo (1991)
- Rescate en el golfo (1990)
- Sirwood (1990)
- Sol Negro (1988)
- Solo (1989)
- Soviet (1990)
- Trigger (1989)
- Ulises (1989)